# 春餅

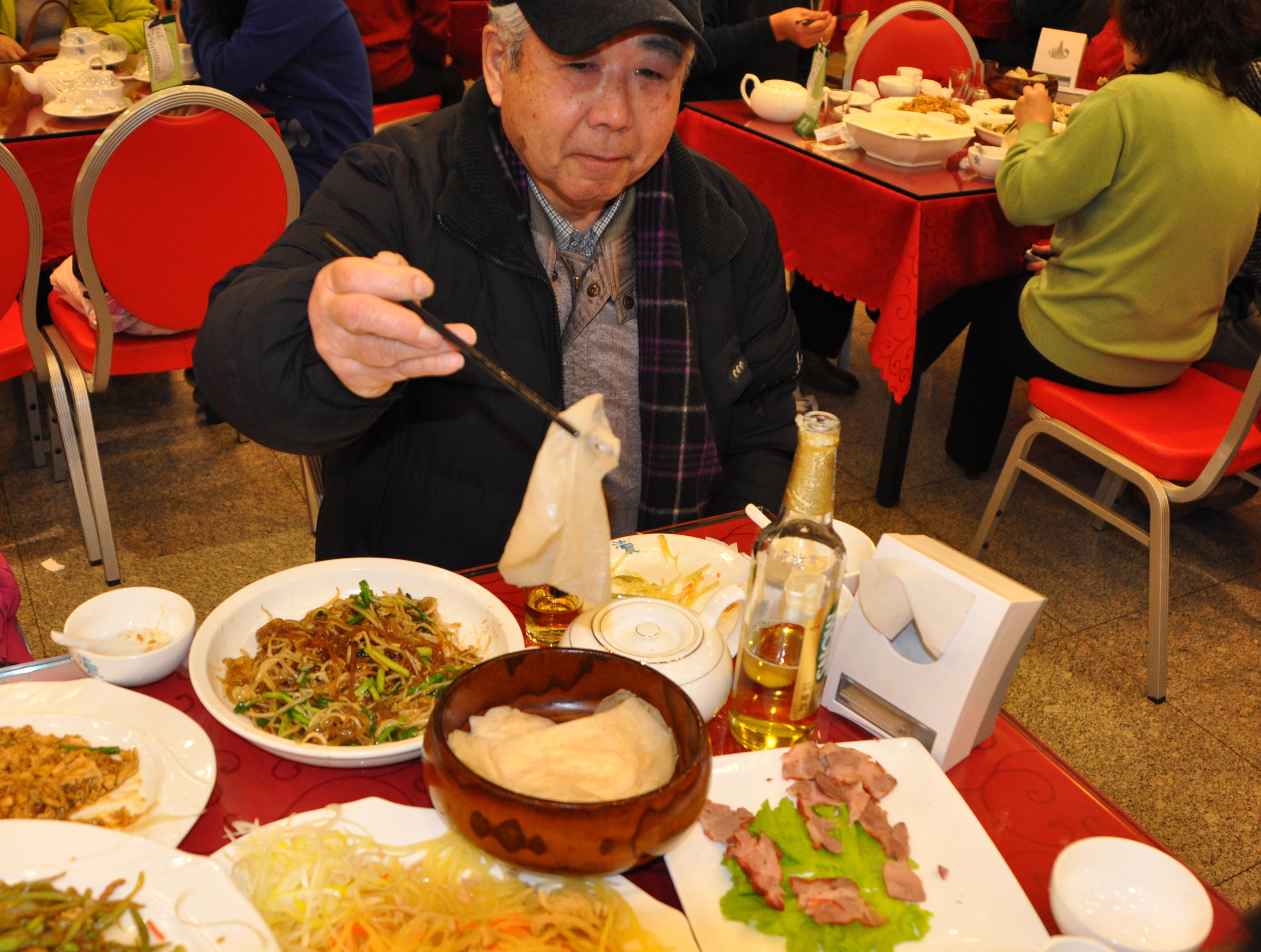
立春に、春餅専門店で春餅を食べる。

春餅（チュンビン、中国語: 春饼 chūnbǐng）は、主に立春の日の行事食として食される 餅（ビン） 。中国北方の伝統的な料理で、薄餅（バオビン、báobĭng）の一種。本来は立春の日の行事食だが、普段にも食されている。小麦粉を水で溶いて、円形に薄く延ばして油を使い焼いたもので柔らかい。肉類、野菜、卵を炒めたものなどを包んで食べる。

## 歴史
春餅は中国の周時代の書き物にすでに記載されていて、「春盤」などとも呼ばれて、立春に食べる習慣があった 。唐の詩人・杜甫も「春日春盤細生菜」という詩句を残している。

## 作り方・食べ方
小麦粉を水で溶いて、円形に薄く延ばして油で焼いたもので、北京ダックを食べるときの薄餅に比べ大きい。肉類、野菜、卵を炒めたものなどを卓上で自分で包んで食べる。
フランスのクレープに似ていて「中国式クレープ」という人もいるが、味付けは塩味で菓子的な要素は少ない。具材が挟まれたクレープのように完成品が供されるのではなく、各人が卓上でお好みの具材を包んで食べるのが基本である。

## 現代
現代中国でも、おもに北部を中心に、各地に春餅専門店があり、食事に点心に食べる習慣が続いている。お店では、人数に応じて春餅の枚数を頼み、さまざまな料理も一緒に頼む。こうした店は、立春の日には非常に混んでいる。